# Simon Maling
Pour les articles homonymes, voir Maling.
Pas d'image ? Cliquez ici

a Compétitions nationales et continentales officielles uniquement.

b Matchs officiels uniquement.
Dernière mise à jour le 13 octobre 2019.
Thomas Simon Maling (né le 3 juin 1975 à Christchurch, en Nouvelle-Zélande) est un joueur de rugby à XV néo-zélandais qui a joué avec les All-Blacks et dans le Super 12 avec  les Highlanders au poste de deuxième ligne (1,98 m pour 108 kg).

## Carrière

### Club et Province
- 1997-2004 : Otago et Highlanders  Nouvelle-Zélande
- 2004-2005 : Harlequins  Angleterre
- 2005-2008 : Suntory Sungoliath  Japon
- 2008-2009 : Llanelli Scarlets  Pays de Galles

### En équipe nationale
Il a disputé son premier test match le 8 juin 2002 contre l'équipe d'Italie et le dernier contre l'équipe d'Afrique du Sud, le 14 août 2004.

## Statistiques

### En équipe nationale
De 2002 à 2004, Simon Maling compte 11 sélections avec les All-Blacks. Avec les Kiwis, il participe à deux éditions du Tri-nations en 2002 et 2004.

## Palmarès

### En club
- 66 matchs de Super 12/14 avec les Highlanders

### En équipe nationale
- Vainqueur du Tri-nations en 2002.